# مورغان سايلور
مورغان سايلور (بالإنجليزية: Morgan Saylor)‏ (26 أكتوبر 1994) ممثلة أمريكية.

## عن حياتها
تربت وتعلمت بجورجيا، التحقت بمدرسة مونتيسوري حتى المرحلة الثامنة ثم بدأت في التمثيل على المسرح في معسركات أجازات الصيف، من أهم أعمالها دورها في المسلسل الشهير (Homeland).

## من أعمالها

### في المسلسلات
- مسلسل2011( Homeland )
- مسلسل2013( Homeland)

### في السينما
- فيلم McFarland, USA
- فيلم Jamie Marks Is Dead
- فيلم Father of Invention
- فيلم Cirque du Freak: The Vampire's Assistant

## روابط خارجية
- مورغان سايلور على موقع IMDb (الإنجليزية)
- مورغان سايلور على موقع قاعدة بيانات الأفلام العربية
- مورغان سايلور على موقع ألو سيني (الفرنسية)
- مورغان سايلور على موقع قاعدة بيانات الفيلم (الإنجليزية)